# Benadda Benaouda
Benadda Benaouda (en arabe : بن عدة بن عودة), surnommé Si Zaghloul, né le 1927 à Douar Anatra dans la commune de Sidi M'Hamed Benaouda et mort le 14 mars 1962 à Hamri, est un militant algérien du MTLD.

## Biographie

### Enfance et jeunesse
Benadda Benaouda a vécu comme orpheline depuis l'âge de trois ans et a été prise en charge par son oncle qui vivait dans la ville d'Oran, où il a étudié dans une école coranique. Dès qu'il a atteint l'âge adulte, il a rejoint le parti de MTLD Mais des circonstances sociales difficiles l'obligent à s'engager dans l'armée française en 1948 et à participer à la guerre d'Indochine, ce qui lui permet d'acquérir une expérience du combat.

### Rejoindre l'Armée de libération
En 1956, Benadda Benaouda fuit l'armée française et rejoint l'Armée de Libération, où il fut nommé le 22 mars 1956, lieutenant chargé. Il s'est fait appeler Si Zaghloul d'après le dirigeant égyptien Saad Zaghloul qu'il admirait beaucoup. Il a participé à de nombreuses batailles qui ont eu lieu dans la région d'Oran, Nedroma et Mendes, comme la bataille d’Oued Allala et la bataille de Ghoualem. Il fut grièvement blessé par les forces française dans le Témouchentois. C'était le 11 avril 1959. Arrêté, il subit les horribles atrocités avant d'être incarcéré à la prison d'Oran et condamné à la peine capitale. Mais il a réussi à s'échapper après 8 mois de prison et à rejoindre ses camarades et à gérer de nombreuses opérations dans la région de Beni Chougran.

### Sa mort
Six jours avant le cessez-le-feu du 20 mars 1962, les forces françaises encerclent une ferme à Ouled Aicha à Hamri où il se cachait. Il les a affrontés mais est mort immédiatement de ses blessures.

## Hommage
- Boulevard Benadda Benaouda à Oran[6].
- Lycée Benadda Benaouda à Relizane[7].
- Nouvelle ville Benadda Benaouda à Relizane.